# Mutter mit Kind (Berlin-Niederschönhausen)

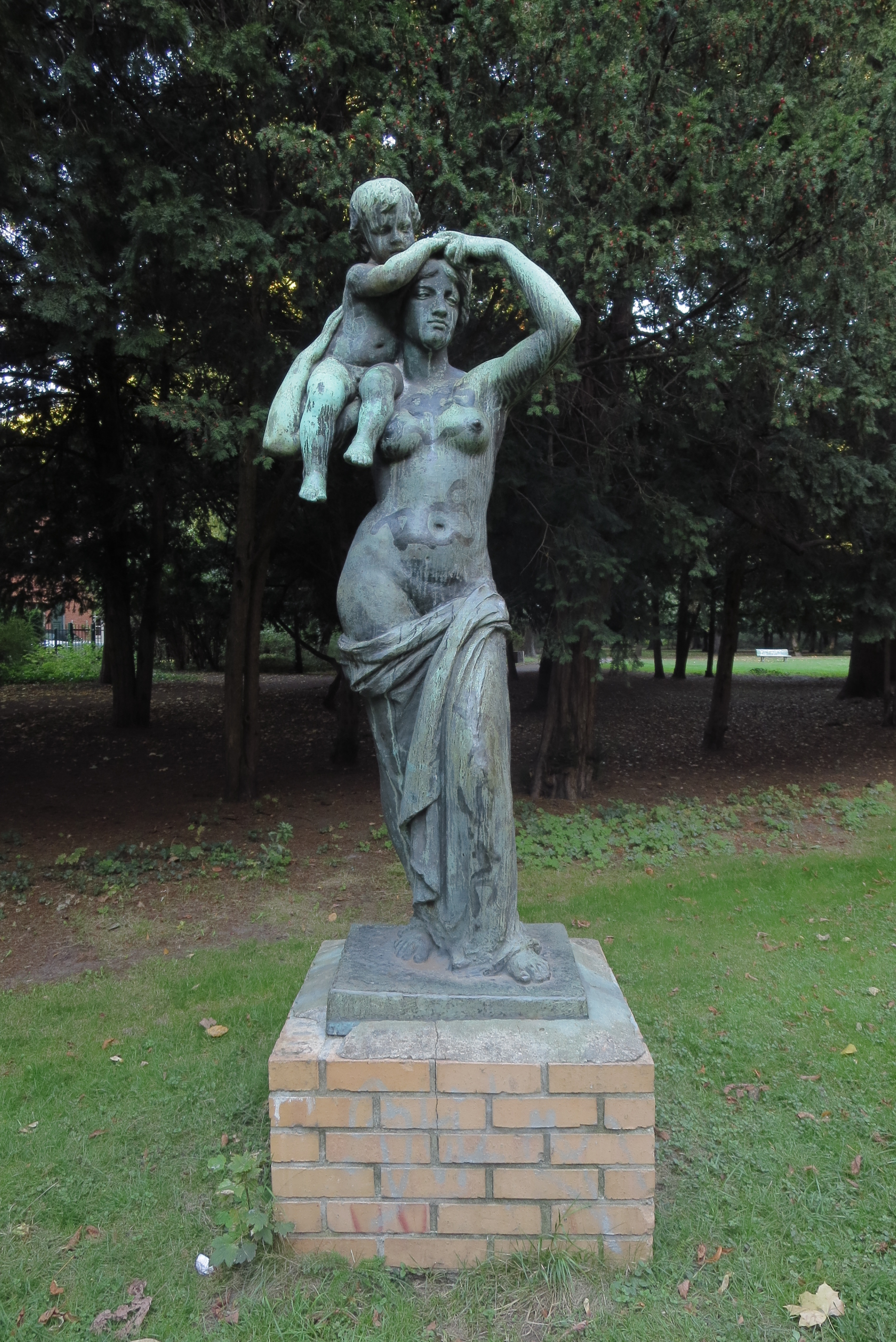
Mutter mit Kind

Die Skulptur Mutter mit Kind ist eine Bronzeplastikfigur im Berliner Ortsteil Niederschönhausen des Bezirks Pankow.

## Geschichte
Der Bildhauer Reinhold Felderhoff errichtete die 2,15 Meter große Bronzeplastikfigur Mutter mit Kind im Jahr 1911. Sie zeigt eine Mutter mit freiem Oberkörper. Diese trägt, es mit beiden Armen haltend, auf der rechten Schulter ein Kind. 
Vom Jahr 1911 bis Anfang der 1950er Jahre stand die Skulptur im Bürgerpark Pankow, von 1955 bis 1971 stand sie im alten Pankower Dorfanger vor dem Rathaus. Im Jahr 1971 wurde sie dort entfernt und auf einem Abstellplatz im Bürgerpark zwischengelagert. Seit dem Jahr 1976 steht das Werk im Brosepark am Haupteingang neben dem Brosehaus.